# ニンファエウム・アレクサンドリ

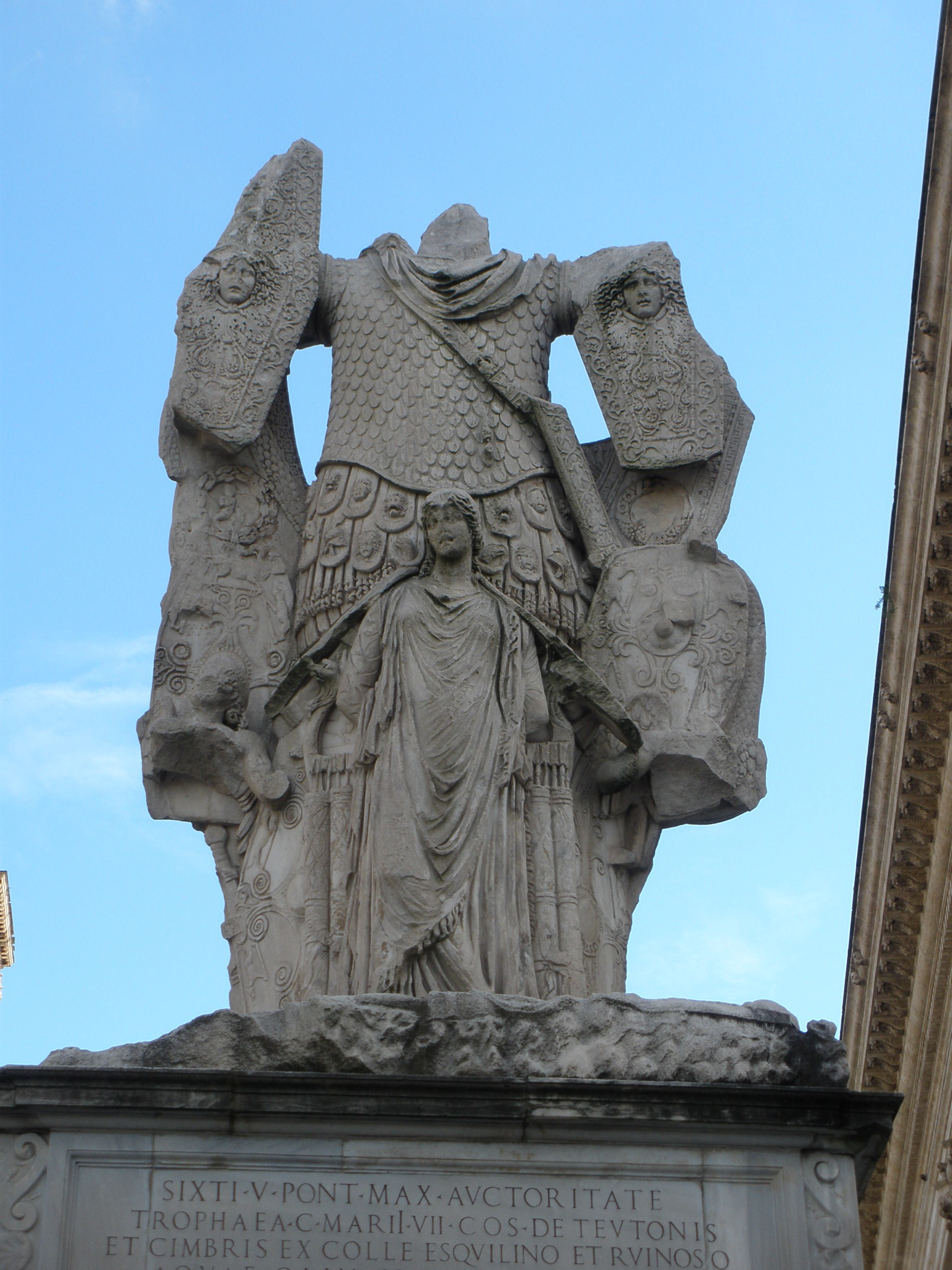
カンピドリオ広場に移設されたマリウスの戦勝像

ニンファエウム・アレクサンドリ（ラテン語: Nymphaeum Alexandri，イタリア語: Ninfeo di Alessandro）はイタリア ローマのヴィットーリオ・エマヌエーレ2世広場にある古代ローマ時代のローマ水道の流末施設であり、分水施設（カステルム・アクアエ）および泉であった。レンガ張りローマン・コンクリートで建造された建物の2階の張り出し部分には、2体のマリウスの戦勝像（Trofei di Mario）が置かれていたが、1590年にローマ教皇シクストゥス5世がカンピドリオ広場に移設したとされる。そのため、このニンファエウムのことを、“Trofei di Mario”と呼ぶこともある。
かつての、ティブルティーナ街道とラビカナ街道の合流地点に位置しており、ティブルティーナ門を通るローマ水道から分岐した水道橋が接続されていた。ティブルティーナ門からこの分水施設まで達する水道橋は、分岐直後の部分とVia Guglielmo Pepe付近に残存している。この分岐していたローマ水道は諸説あり、水利高低差から推定して新アニオ水道もしくはクラウディア水道とする説や、アレクサンドリナ水道だとする説、ユリア水道であるとする説などである。

## アクセス
- ローマ地下鉄A線 ヴィットーリオ・エマヌエーレ駅
- ATAC トラム 5, 14系統 ヴィットーリオ・エマヌエーレ停留所
- トレニタリア（旧 イタリア国鉄）テルミニ駅 南側プラットホーム（24番線側）出口より約600m